# San Genesio Atesino
San Genesio Atesino es una localidad y comune italiana de la provincia de Bolzano, región de Trentino-Alto Adigio, con 2.843 habitantes.

## Evolución demográfica
| Gráfica de evolución demográfica de San Genesio Atesino entre 1861 y 2001 |
|                                                                           |
| Fuente ISTAT - elaboración gráfica de Wikipedia                           |